# Rhinocrypta
Rhinocrypta is een geslacht van zangvogels uit de familie tapaculo's (Rhinocryptidae).

## Soorten
Het geslacht kent de volgende soort:
- Rhinocrypta lanceolata – Kuifgallito